# Drew Van Acker
Drew Van Acker (* 2. dubna 1986, Philadelphia, Pensylvánie, Spojené státy americké) je americký herec, který se nejvíce proslavil rolí Jasona DiLaurentise v seriálu stanice ABC Family Prolhané krásky a rolí Remiho Delatoura v seriálu stanice Lifetime Devious Maids.

## Životopis
Drew se narodil ve Philadelphii, ale celý svůj život vyrůstal v Medfordu v New Jersey. Navštěvoval Shawnee High School, kde začal hrát v divadelním kroužku, také hrál ve fotbalovém a lakrosovém týmu. Díky fotbalu získal stipendium na Towson University v Marylandu. Zatímco studoval objevil se v několika divadelních produkcí a rozhodl se znovu soustředit na herectví. Rozhodl se přestěhovat do New Yorku a následně do Los Angeles.

## Kariéra
Drew se objevil v seriálech Castle na zabití, Greek a v internetovém seriálu The Lake.
V roce 2010 získal hlavní roli v seriálu Tower Prepp, ale seriál byl zrušen po 13 epizodách. V červnu roku 2011 nahradil v druhé sérii Parkera Bagleyho, který hrál Jasona DiLaurentis v první sérii seriálu stanice ABC Family Prolhané krásky. V roce 2013 byl obsazen do seriálu stanice Lifetime Devious Maids. O rok později byl obsazen do hlavní role dramatického filmu Camouflage.

## Filmografie

### Film
| Rok  | Název           | Role       | Poznámky |
| ---- | --------------- | ---------- | -------- |
| 2012 | Fortress        | Tremaine   |          |
| 2014 | Camouflage      | Tim Lounge |          |
| 2018 | Love Thy Keeper | James      |          |

### Televize
| Rok       | Název            | Role                    | Poznámky                                          |
| --------- | ---------------- | ----------------------- | ------------------------------------------------- |
| 2009      | Castle na zabití | Donny Kendall           | díl: „Ruská ruleta“                               |
| 2009      | Greek            | Parker                  | díl: „High and Dry“                               |
| 2010      | Tower Prepp      | Ian Archer              | hlavní role, 13 dílů                              |
| 2011–2016 | Prolhané krásky  | Jason DiLaurentis       | vedlejší role, 35 dílů                            |
| 2013–2015 | Devious Maids    | Remi Delatour           | hlavní role (1.–2. řada), host (3. řada), 28 dílů |
| 2017      | Training Day     | detektiv Tommy Campbell | hlavní role, 13 dílů                              |

### Internet
| Rok  | Název                | Role              | Poznámky             |
| ---- | -------------------- | ----------------- | -------------------- |
| 2009 | The Lake             | Ryan Welling      | hlavní role, 12 dílů |
| 2014 | Pretty Dirty Secrets | Jason DiLaurentis | díl: „A Reunion“     |